# Matt Evans
Matt Evans (Salisbury, 2 de enero de 1988) es un jugador de rugby canadiense nacido en Inglaterra que actualmente (2015) juega para los Cornish Pirates en el RFU Championship. Ha jugado en varias posiciones de la última línea, incluyendo las de apertura, centro, ala o zaguero.
Evans compitió en el Campeonato Mundial de Rugby Juvenil de 2008 representando a Canadá. Jugó cinco partidos y anotó dos ensayos, uno contra Escocia y otro contra Australia.
Debutó con el equipo nacional canadiense senior en 2008 contra Irlanda en Thomond Park en Limerick.
Se unió al equipo regional galés Newport Gwent Dragons en la Liga Céltica en junio de 2010 pero fue liberado a finales de la Magners League 2010-11.
El 8 de julio de 2011 Evans fue seleccionado como uno de los 30 jugadores del equipo canadiense en la Copa Mundial de Rugby de 2011.
Se informó el 21 de octubre de 2011 que Evans se uniría al equipo del RFU Championship los Cornish Pirates como sustituto del lesionado Wes Davies.
Seleccionado por su país para la Copa Mundial de Rugby de 2015, en el partido contra Italia, que terminó con victoria italiana 18-23, Matt Evans anotó un ensayo.